# Телугу
Язык те́лугу (తెలుగు) — язык народа телугу и крупнейший дравидийский язык в мире по числу носителей. Один из двадцати двух официальных языков Индии и один из шести языков, признанных правительством Индии «классическим языком» страны.
Телугу — третий самый распространённый язык в Индии, имевший на 2011 год около 96 млн говорящих. На нём говорят в индийских штатах Андхра-Прадеш и Телингана, где имеет статус официального, а также в государствах со значительной диаспорой народа телугу — странах Юго-Восточной Азии, в некоторых государствах Африки и Ближнего Востока, на островах Фиджи и на Маврикии.
По своим свойствам и строю телугу близок «общедравидийскому стандарту». Выделяются книжный и разговорный телугу, различия между которыми затрагивают не только лексику, но и грамматику.

## Происхождение названия
Носители языка называют его Telugu или Telugoo. Старые названия — Teluṅgu и Tenuṅgu. Слово Tenugu происходит от протодравидского слова*ten («юг») и означает «люди, живущие к югу» (к югу от людей, говорящих на санскрите и пракрите). Название Telugu появилось после перехода «н» в «л», который происходит в этом языке.

## История
Телугу — старописьменный язык; его старейшие памятники датируются концом VI — началом VII века н. э. Литература на телугу сложилась позднее, чем на других дравидийских языках. Начало литературной традиции телугу (более ранние памятники джайнской литературы IX—XI веков были уничтожены после утверждения в Андхре индуизма) положили поэты, творившие в XI (Нанная Бхатта) и XIII веке (Тикканга, Ерапрагада); ими на телугу был переложен классический древнеиндийский эпос Махабхарата (итог этого переложения получил название Андхра Махабхарата, где Андхра — это название народа, говорящего на телугу, и страны, где он проживает). Оригинальные произведения на телугу начали появляться с XIV века, а нормы литературного языка были установлены в XV—XVI веках под влиянием санскрита и пракритов (среднеиндийских литературных языков, наследовавших санскриту).
Как и в других старописьменных дравидийских языках, классический литературный и разговорный телугу сильно различаются. Тем не менее уже в поэзии проповедников движения бхакти (в XII—XIII веках, а затем в XV веке) использовался разговорный язык, а в XIX веке возникло движение, стремившееся к созданию нового литературного языка, приближённого к разговорному (его предводителем был писатель Г. Аппарао). В XX веке новый литературный язык занял ведущие позиции в художественной литературе и средствах массовой информации. С 1968 года работает Академия телугу, разрабатывающая нормативную грамматику нового литературного языка («вьявахарика»); старый же книжный язык («грантхика») сохраняется лишь ограниченно — в частности, в поэзии.
Первая грамматика телугу «Шабдачинтамани» («Талисман слов») была составлена Наннайей Бхаттой в XI веке; современный этап в изучении телугу начался в XIX веке (грамматика Ч. П. Брауна и другие работы). В 1832 году для детей составлена энциклопедия Педда балашикша, содержащая базовые сведения о письменности и фонологии телугу. Кроме европейских учёных, телугу изучается индийскими учёными в университетах городов Хайдарабад, Тирупати и Вишакхапаттанам.

## Классификация
- Дравидийская семья
  - Юго-восточная группа
    - Язык телугу

## Письменность
Для записи языка телугу используется слоговая алфавитная письменность телугу.

## Лингвистическая характеристика

### Фонетика и фонология

#### Согласные
|                      |                      | Губные | Дентально-альвеолярные | Дентально-альвеолярные | Ретрофлексные | Постальвеолярные / палатальные | Заднеязычные | Глоттальные |
| простые              | сибилянты            | Губные |                        |                        | Ретрофлексные | Постальвеолярные / палатальные | Заднеязычные | Глоттальные |
| -------------------- | -------------------- | ------ | ---------------------- | ---------------------- | ------------- | ------------------------------ | ------------ | ----------- |
| Носовые              | Носовые              | m m    | n n                    |                        | ɳ ṇ           |                                |              |             |
| Взрывные / аффрикаты | непридыхательные     | p p    | t t                    | t͡s ts                  | ʈ ṭ           | t͡ʃ c                           | k k          |             |
| Взрывные / аффрикаты | звонкие              | b b    | d d                    | d͡z dz                  | ɖ ḍ           | d͡ʒ j                           | ɡ g          |             |
| Взрывные / аффрикаты | с придыханием        | pʰ ph  | tʰ th                  |                        | ʈʰ ṭh         | t͡ʃʰ ch                         | kʰ kh        |             |
| Взрывные / аффрикаты | придыхательный голос | bʱ bh  | dʱ dh                  |                        | ɖʱ ḍh         | d͡ʒʱ jh                         | ɡʱ gh        |             |
| Фрикативные          | Фрикативные          | f f    |                        | s s                    | ʂ ṣ           | ʃ ś                            |              | h h         |
| Аппроксиманты        | Аппроксиманты        | ʋ v    | l l                    |                        | ɭ ḷ           | j y                            |              |             |
| Одноударные          | Одноударные          |        | ɾ r                    |                        |               |                                |              |             |

Придыхание главным образом встречается в словах, заимствованных из санскрита.
Большинство слов заканчиваются на гласный звук (так всегда было в прототелугу), сегодня некоторые слова могут заканчиваться на согласный звук.

#### Гласные
Гласные звуки в телугу могут быть краткими и долгими.
|                | Передний ряд | Передний ряд | Средний ряд | Средний ряд | Задний ряд | Задний ряд |
| -------------- | ------------ | ------------ | ----------- | ----------- | ---------- | ---------- |
| Верхний подъём | i ఇ i        | iː ఈ ī       |             |             | u ఉ u      | uː ఊ ū     |
| Средний подъём | e ఎ e        | eː ఏ ē       | o ఒ o       | oː ఓ ō      |            |            |
| Нижний подъём  |              |              | a ~ ɐ అ a   | aː ~ ɐː ఆ ā |            |            |

#### Имя

##### Существительное
Существительные телугу обладают категорией рода и числа. Уже в древнем телугу, по сравнению с другими дравидийскими языками, упрощена падежная система (четыре падежа против, в среднем, шести). Падежные морфемы и послелоги присоединяются к основе косвенных форм, в современном языке совпадающей с родительным падежом. Падежная система включает в себя именительный, винительный, дательный, родительный, творительный, местный и звательный падежи. Множественное число образуется с помощью суффикса -lu и реже -ru. Все неодушевлённые существительные относятся к среднему роду. Существительные мужского рода часто оканчиваются на -ḍu, женского рода — на -tu, -lu, -ralu, а среднего рода — на -mu.

##### Числительные
Числительные телугу следуют стандартной десятеричной системе. Ниже приведены числительные от 1 до 10: okaṭi «1», renḍu «2», mūḍu «3», nālugu «4», aidu «5», āru «6», ēḍu «7», enimidi «8», tommidi «9», padi «10».

##### Местоимение
В подсистеме личных местоимений, как и в большинстве дравидийских языков, различаются инклюзивная («мы с вами») и эксклюзивная («мы без вас») формы 1-го лица мн. числа. Ниже приведены основные личные местоимения (помимо них, во 2 и 3 лице есть ряд гоноративных форм):
|      | Ед. ч.         | Мн. ч.                      |
| ---- | -------------- | --------------------------- |
| 1 л. | nēnu           | manamu (incl.), mēmu (exl.) |
| 2 л. | nīvu, nuvvu    | mīru                        |
| 3 л. | vāḍu, vīḍu (m) | vāru, vīru (m)              |
| 3 л. | āme, īme (f)   | vāru, vīru (m)              |

#### Причастие
Причастия в телугу могут быть совершенного вида, несовершенного вида, неопределёнными и отрицательными. Причастия несовершенного вида образуются при помощи прибавления суффикса -tunna к основе глагола: например, vatstsu — vastunna «прибывающий». Причастия совершенного вида образуются при помощи суффикса -ina, присоединяемого к основе глагола, являющейся исходной формой причастия несовершенного вида: chēyu «делать» — chēsina «сделанный»

#### Деепричастие
Деепричастия образуются путём присоединения к корню глагола показателей настоящего времени -tu и прошедшего времени -i (в последнем случае конечный краткий звук корня -u переходит в -i):
- chepputu — «говоря»; cheppi — «сказав».

Условное деепричастие образуется присоединением к деепричастию прошедшего времени морфемы -te. Эта форма не выражает времени и не изменяется по лицам и числам.

#### Прилагательное
Прилагательное как часть речи характеризуется в телугу отсутствием категории рода, числа и падежа. Прилагательные делятся на первичные и вторичные. Первичные прилагательные могут перед существительным принимать суффикс -ni: tella «белый» — tellani ēnugu «белый слон». Вторичные прилагательные образуются с помощью суффиксов. Например, от andamu «красота» образуется прилагательное andamaina «красивый». В сравнительной конструкции прилагательное используется в обычной форме: Nadi kolani kanṭē peddadi «Река больше пруда», досл.: «Река пруд чем большая есть».

#### Наречие
Множество наречий образуются от существительных и прилагательных с помощью морфемы -gā (sukhamu «счастье» — sukhamugā «счастливо»). В качестве наречий можно использовать некоторые существительные и глагольные формы (nēḍu «сегодня» («сегоднящний день»)). Существуют и непроизводные наречия: inka «ещё»).

#### Звукоподражательные и образные слова
В телугу весьма распространены звукоподражательные слова.

#### «Эхо-слова»
Этот вид частиц придаёт пренебрежительно снисходительный оттенок значению слова, к которому они присоединяются, при этом вторая часть редуплицированного слова полностью воспроизводит исходное слово с заменой начального слога на gi или gī, если заменяемый слог имеет долгий гласный: mogulu > mogulu — gigulu «глупые люди». Очень похоже образуются эхо-слова в родственном телугу языке каннада.